# Castell de Ròca Talhada
El castell de Ròca Talhada o castèth de Ròca Talhada, en occità (château de Roquetaillade, en francès) és un monument gascó situat a Maseras, a Gironda. El constitueixen dues fortaleses, una que data del segle xi i l'altra del segle xiv, que es troben al mateix recinte. Va ser salvat per Viollet-le-Duc al segle xix, que hi va intervenir amb importants treballs de decoració i creació de mobiliari. El castell i el mobiliari han estat classificats Monuments històrics el 1840.
El castell de Ròca Talhada és de la mateixa família d'ençà 700 anys. Ha estat obert al públic el 1956.

## Els orígens

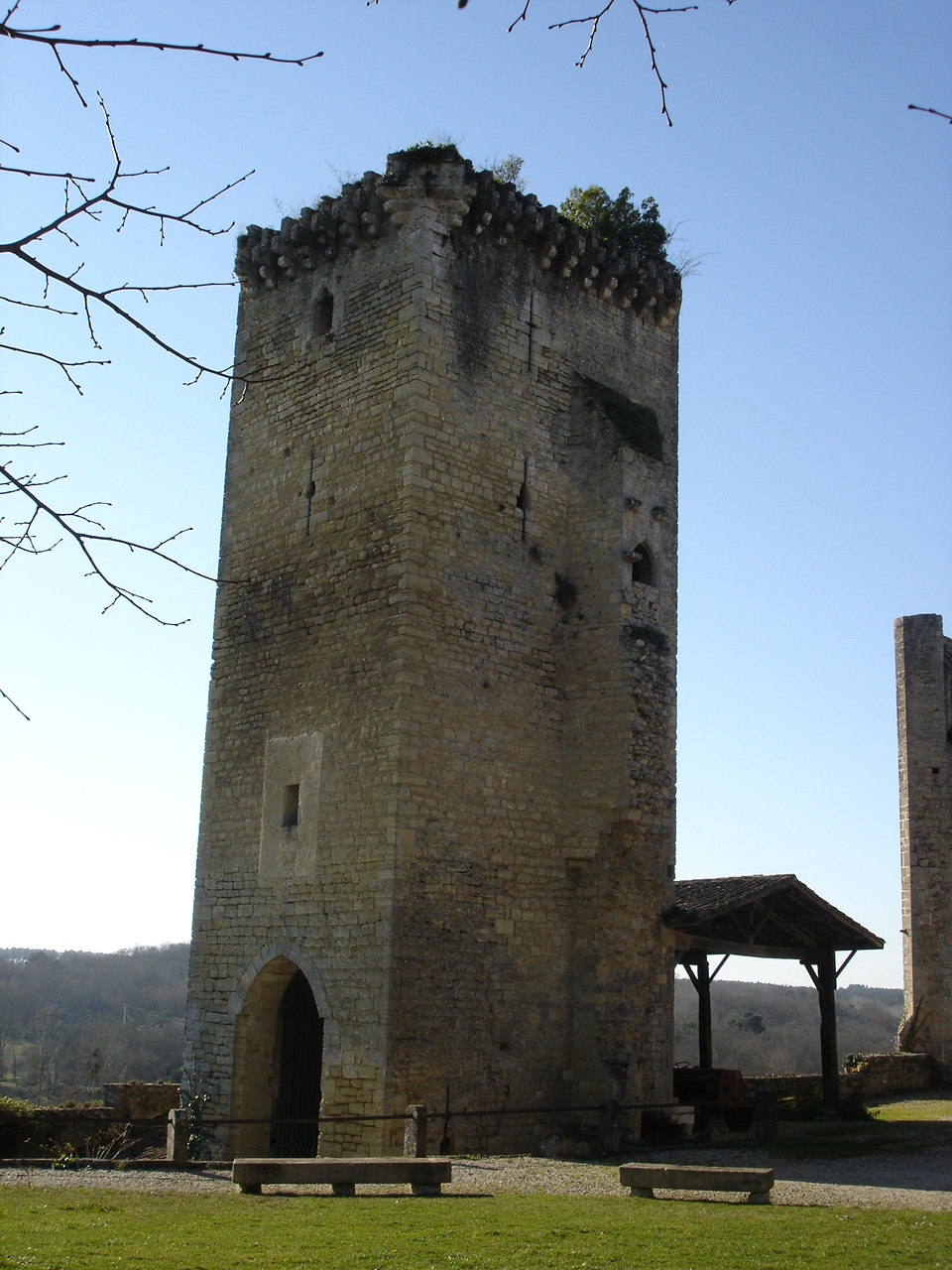
El castell vell

A l'indret de Ròca Talhada sempre hi ha viscut l'ésser humà des de la prehistòria. La presència de grutes naturals i d'una baga rocallosa sobre la qual hom es podia protegir era favorable per a una "instal·lació" humana. Els nombrosos sílexs tallats, trobats al lloc, testimonien aquesta presència.
Però és l'any 778 quan es fa esment per primer cop d'una fortificació a Ròca Talhada. Carlemany, en ruta cap al Pirineu amb el seu nebot Rotllan, va reagrupar l'exèrcit a Ròca Talhada i va construir-hi un primer terròs fortificat de fusta: el primer castell de mota de Ròca Talhada. Aquesta construcció va evolucionar en el temps; la tècnica de la pedra va reemplaçar la de la fusta. El castell de Ròca Talhada creix, incloent-hi noves torres, muralles i altres construccions defensives, reflectint la potència del senyor. La darrera construcció va ser l'elevació de la torre porta el 1305, únic passatge entre el cor del castell i el poble, anomenat Castelnau, que s'havia establert al voltant.
No hi ha cap informació disponible sobre els senyors de Ròca Talhada abans del segle xi, en què el nom La Mota (o La Mothe) apareix a l'arxiu. L'única cosa certa, és que d'ençà el segle xi el castell de Ròca Talhada ha estat de la mateixa família fins avui.

## El castell nou

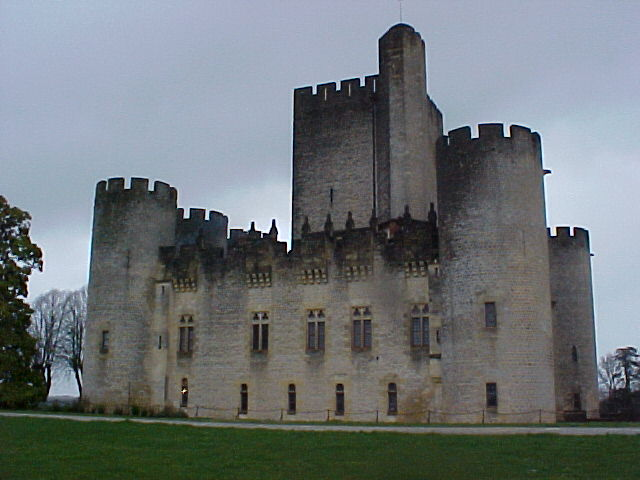
Part de darrere del castell nou

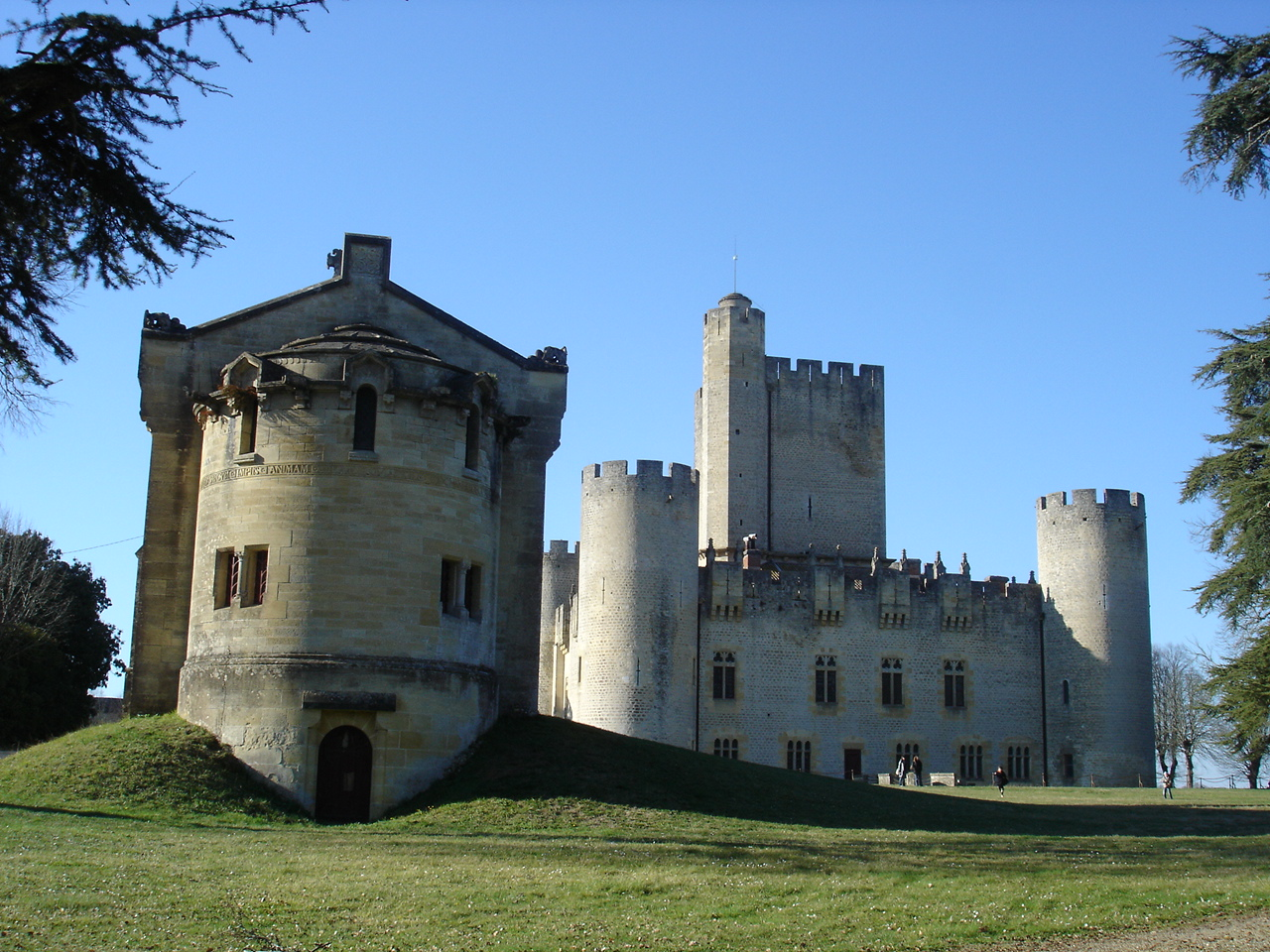
El castell nou vist des de la capella

El 1306, amb el permís del rei Eduard I d'Anglaterra, el cardenal de la Mothe, nebot del papa Climent V, construeix una segona fortalesa a Ròca Talhada: el castell nou de Ròca Talhada, de planta quadrada amb sis torres i una torrassa central. Aquesta construcció revolucionària per a l'època ajuntava l'art militar, la necessitat de defensar-se, així com la recerca del confort. El castell de Ròca Talhada, així com els altres castells clementins, són els primers exemples de palau castell a França.
- Guerra dels Cent Anys:

Aquesta llarga guerra va respectar totalment el castell de Ròca Talhada. Tot i ser els gascons proanglesos, a causa del comerç del vi, no perdien l'ocasió de canviar de bàndol quan sentien girar el vent. Els senyors de Ròca Talhada eren en aquesta època més aviat eclesiàstics, per sobre la barreja dels senzills mortals.
- Guerres de religió:

Al sud de Gironda, no hi va haver gaires exaccions entre les diverses parts. Només Villandraut va ser atacat pels protestants.
- La Revolució francesa:

En la revolució, les tropes de Bordeaux van anar-hi per enderrocar-lo. El marquès de Lansac els va acollir, va duplicar-los el sou i els va convidar al celler del castell per tastar-ne el vi. El van trobar tan bo que els treballs van ser abandonats. Tot i que Ròca Talhada va aguantar el pas de la història, l'edifici al començament del segle xix era en mal estat. Classificat com a monument històric per Prosper Mérimée el 1840, és un dels primers edificis medievals a beneficiar-se d'una protecció a la regio del sud-oest.
És cap al 1850 que els Mauvezin es decideixen de renovar l'edifici. Van apel·lar al més cèlebre arquitecte francès, Viollet-le-Duc. Aquest darrer, ajudat per un dels seus alumnes, Duthoit, va passar prop de vint anys restaurant del castell, tant en la decoració d'interiors com en el mobiliari. La decoració de Ròca Talhada que es veu avui és única a França i és classificada com a monument històric.
El parc de Ròca Talhada comprèn els vestigis del recinte medieval amb la barbacana, el rierol de Pesquey i les seves ribes, el xalet del segle xix i el colomar del Crampet, que forma part de l'Ecomuseu de la Bazadaise.

## Anècdotes
El castell de Ròca Talhada ha servit de decorat per a diverses pel·lícules, com Fantômas contra Scotland Yard i El Pacte dels llops.